# Mobirise
 (février 2024).
L'article doit être relu — et modifié si nécessaire — par des contributeurs indépendants pour apporter un regard critique aux contributions effectuées en violation des conditions d'utilisation de Wikipédia, tant sur la forme (notamment concernant le style encyclopédique, la proportionnalité) que sur le fond (la neutralité de point de vue, la qualité et l'indépendance des sources).
(Politique pour les contributions rémunérées | Comprendre le dépubage | En discuter)
Le Constructeur de site web Mobirise est une application freeware web design, développée par Mobirise, qui permet aux utilisateurs de créer et de publier des fichiers Bootstrap de sites web, sans code.
Il a été présenté sur le Huffington Post, l'IDG, TechRadar, About.com et considéré comme une solution de rechange hors ligne au service populaire en ligne des constructeurs de site web comme Wix.com, Weebly, Jimdo, Webydo, Squarespace,.

## Histoire
La première version bêta 1.0 a été publiée le 19 mai 2015, l'accent étant mis sur la conception de sites web non codés et la conformité à la norme des mises à jour Google Mobile Web. Le 30 septembre 2015, la version 2.0 a été publiée, qui a ajouté des menus déroulants, des formulaires de contact, des animations, la prise en charge de thèmes tiers et des extensions. Depuis la version 3.0, a ajouté de nouveaux thèmes et extensions et introduit le support de Bootstrap 4,.
Le 16 juin 2017, la version 4.0 a été publiée, qui présentait le nouveau moteur principal, la nouvelle interface et le nouveau thème par défaut du site Web. Depuis la version 4.6, Mobirise fournit des thèmes de pages mobiles accélérées. 
La version 5.0 a été publiée durant l'année 2023, avec un nouveau set de thèmes Mobirise 5 (M5). La dernière version disponible est la version 5.9.0.